# Operazione Torch
L'operazione Torch fu il nome in codice assegnato dagli Alleati alla imponente operazione di sbarco in Marocco e Algeria effettuata tra l'8 e il 16 novembre 1942 durante la seconda guerra mondiale. L'operazione, particolarmente complicata dal punto di vista politico-diplomatico a causa della fedeltà del Nordafrica francese al regime collaborazionista di Vichy, si concluse con il successo e le truppe anglo-statunitensi, dopo aver raggiunto un accordo con le autorità francesi guidate prima dall'ammiraglio François Darlan e poi dal generale Henri Giraud, vinsero in pochi giorni ogni opposizione agli sbarchi. Le truppe alleate poterono quindi consolidare le loro posizioni e avanzare verso la Tunisia, dove, in concomitanza con l'avanzata dell'8ª Armata britannica che stava inseguendo le truppe dell'Asse in ritirata dalla Libia, accerchiarono e sconfissero definitivamente le truppe italo-tedesche in Nordafrica.
L'operazione Torch, guidata dal generale Dwight Eisenhower, vide la partecipazione per la prima volta nell'emisfero occidentale del moderno esercito statunitense e, nonostante l'inesperienza delle truppe e dei generali, raggiunse i suoi obiettivi strategici ed ebbe un'importanza decisiva per la conclusione vittoriosa per gli Alleati della campagna del Nordafrica contro le armate italo-tedesche.

## Premesse
Nella seconda metà del 1941, Winston Churchill aveva deciso di intensificare l'impegno bellico nel Mar Mediterraneo per provocare un rapido crollo dell'Italia, la potenza più debole dell'Asse; il primo ministro aveva pianificato insieme ai suoi generali un intervento dell'esercito britannico nel Nordafrica francese anche senza il consenso del Regime di Vichy per concorrere, in connessione con l'offensiva in preparazione in Libia (operazione Crusader), alla sconfitta dell'esercito italo-tedesco e occupare l'intera costa nordafricana. I programmi dello stato maggiore imperiale prevedevano quindi l'operazione Acrobat che, dopo la riuscita dell'operazione Crusader, avrebbe dovuto portare l'armata britannica del generale Claude Auchinleck fino a Tripoli, mentre il corpo di spedizione preparato in Gran Bretagna con due divisioni di fanteria e una divisione corazzata, avrebbe effettuato gli sbarchi in Algeria e Marocco, nella cosiddetta operazione Gymnast.
Dopo l'entrata in guerra degli Stati Uniti d'America a seguito dell'attacco giapponese a Pearl Harbor il 7 dicembre 1941, dal 22 dicembre al 14 gennaio 1942, i massimi dirigenti anglo-statunitensi si riunirono a Washington in quella conferenza che fu chiamata con il nome in codice "Arcadia". Senza la presenza del leader sovietico Iosif Stalin, Winston Churchill e il presidente Franklin Delano Roosevelt con i loro stati maggiori si riunirono per coordinare la futura strategia alleata. Dopo una serie di colloqui approfonditi tra i dirigenti politico-militari delle due nazioni, vennero prese alcune decisioni principali: l'adozione del concetto del Germany first; l'attuazione di uno sbarco in Nordafrica (operazione Super-Gymnast) per impedire qualunque mossa tedesca nell'area mediterranea e stabilire una base per ulteriori offensive contro la Germania; la creazione di un comando alleato unificato denominato Combined Chiefs of Staff con base a Washington.
Dopo che i britannici avevano neutralizzato la posizione italiana sull'Oceano Indiano e nel Corno d'Africa con la conquista britannica dell'Africa Orientale Italiana nel novembre 1941, abbattuto il governo favorevole all'Asse di Rashid Ali al-Kaylani in Iraq e sconfitto le forze della Francia di Vichy in Siria a maggio e luglio del 1941, alle forze italo-tedesche non restava che concentrarsi su ciò che restava dell'Impero coloniale italiano in Libia, da dove avrebbero potuto minacciare l'Egitto e il canale di Suez. 
Per eliminare anche questa minaccia i britannici pensavano ad un'operazione di sbarco in Africa nordoccidentale che avrebbe allentato la pressione su Malta - presa di mira dalla 2ª flotta aerea tedesca fin dal dicembre 1941 - aperto il Mediterraneo almeno a qualche convoglio alleato, e messo fine alla minaccia che la Libia rappresentava per l'Egitto. Questa operazione rientrava peraltro nella concezione strategica più generale dei britannici che prevedeva di sconfiggere la Germania tramite attacchi periferici, per indebolirla in vista del colpo finale. Ma i disastri subiti nel Pacifico dalle forze armate britanniche nell'inverno 1941-1942 e i rovesci in Nordafrica avevano imposto una rinuncia a questi progetti, ma Churchill sperava di poterli riesumare per la fine dell'anno. 
L'inattesa controffensiva del generale Rommel in Libia nel giugno 1942 e la grave sconfitta subita dall'esercito britannico, sconvolsero completamente i piani britannici: il generale Claude Auchinleck ripiegò fino alla linea difensiva di Ain el-Gazala a ovest di Tobruch, e l'operazione Super-Gymnast venne rinviata sine die.
Nel luglio 1942, battendosi disperatamente, l'8ª Armata britannica frenò il nuovo assalto dell'Asse alle porte di El Alamein, ma questi disastrosi sviluppi provocarono una serie di variazioni della catena di comando. Winston Churchill decise di sostituire al comando del teatro del Medio Oriente il generale Claude Auchinleck e, dopo il rifiuto del generale Alan Brooke ad assumere l'incarico, fu designato proprio il generale Harold Alexander che quindi venne sostituito al comando della 1ª Armata dal generale Bernard Law Montgomery. Dopo poche ore, tuttavia, il generale Montgomery venne a sua volta trasferito al comando dell'8ª Armata in Egitto a causa della morte in un incidente aereo del comandante designato, generale William Gott; quindi alla 1ª Armata venne assegnato il terzo comandante in pochi giorni: il generale Kenneth Anderson.
Nel frattempo nell'aprile 1942 il generale George Marshall, capo di stato maggiore generale statunitense, e Harry Hopkins, stretto collaboratore del presidente nel settore economico, si recarono in Gran Bretagna per presentare un piano di operazioni globale che prevedeva la rinuncia alla campagna in Nordafrica e la pronta apertura di un secondo fronte in Europa con un grande sbarco anglo-statunitense in Francia già nel 1942.
Churchill e i capi di stato maggiore britannici, in particolare il generale Alan Brooke, non condividevano affatto il piano di operazioni presentato dal generale Marshall; in particolare ritenevano prematuro e rischioso uno sbarco in Europa, essi consideravano invece essenziale impedire una vittoria dell'Asse in Nordafrica. Per molte settimane accese discussioni si svolsero tra i dirigenti alleati, mentre la situazione dell'esercito britannico in Libia diveniva ancora più critica; infine a giugno 1942 durante un nuovo viaggio di Churchill negli Stati Uniti, venne deciso di rinunciare allo sbarco in Francia (operazione Sledgehammer), ed anche all'ipotizzato sbarco in Norvegia per facilitare i convogli alleati verso l'Unione Sovietica (operazione Jupiter). Il presidente Roosevelt era tuttavia deciso a far entrare in combattimento entro il 1942 l'esercito statunitense, e gli stati maggiori ritornarono a studiare il progetto di sbarco in Nordafrica, accompagnato dall'incessante ammassamento di forze statunitensi in Inghilterra (operazione Bolero) in vista del futuro sbarco in Europa nordoccidentale che si sperava potesse essere attuato entro il 1943.  
Dopo nuove discussioni, i vertici militari conclusero un accordo il 24 luglio 1942 che prevedeva di effettuare l'operazione Torch - ossia la nuova denominazione assunta dall'operazione Super-Gymnast - entro il 30 ottobre 1942 con il concorso decisivo di truppe statunitensi, sotto il comando di un generale statunitense. Fu anche considerata la possibilità concreta di coordinare lo sbarco in Africa occidentale con un'avanzata dalla Libia dell'8ª Armata britannica rinforzata dal materiale statunitense, contemplando la possibilità di sloggiare definitivamente l'Asse dall'Africa e aprire la possibilità di attaccare l'Italia da sud. Churchill si recò a Mosca dal 12 al 17 agosto (seconda conferenza di Mosca) per riferire a Stalin che non ci sarebbe stato alcun sbarco in Europa, come il leader sovietico sperava, bensì in Nordafrica. 
Il generale Dwight Eisenhower, presente in Gran Bretagna fin dal giugno 1942 con il titolo di responsabile statunitense del teatro europeo, il 27 luglio assunse il comando supremo delle forze alleate assegnate all'operazione Torch, mentre il generale Mark Clark divenne il vice-comandante e il generale Walter Bedell Smith il capo di stato maggiore; le componenti aeree e navali assegnate all'invasione del Nordafrica francese erano guidate dal generale statunitense Carl Andrew Spaatz e dall'ammiraglio britannico Andrew Cunningham.

### La posizione dei francesi
L'operazione Torch prevedeva di effettuare un grande sbarco sul territorio nordafricano, che era ufficialmente soggetto al Governo di Vichy del maresciallo Philippe Pétain, che non era belligerante ma manteneva, soprattutto dopo l'assunzione del potere di Pierre Laval, un atteggiamento sostanzialmente favorevole alle potenze dell'Asse. L'esercito francese stanziato nel Nordafrica, la cosiddetta Armée d'Afrique, comandato dal generale Alphonse Juin, era carente di armamenti moderni, ma era numeroso e costituito da reparti ancora efficienti e combattivi. I dirigenti alleati quindi ritennero essenziale ricercare una collaborazione da parte delle autorità francesi sul posto per evitare un'opposizione armata allo sbarco. Dopo i violenti contrasti e i combattimenti svoltesi negli anni precedenti tra truppe francesi fedeli al regime di Vichy e reparti della cosiddetta Francia libera, i capi anglosassoni, in particolare il presidente Roosevelt, decisero di escludere completamente da questi tentativi di ricercare una collaborazione francese il generale Charles de Gaulle, che venne tenuto all'oscuro dei progetti in corso. I sondaggi tra le autorità francesi in Nordafrica vennero effettuati soprattutto da Robert Daniel Murphy, console generale statunitense a Algeri, con la partecipazione degli undici viceconsoli americani accreditati sul posto che svolgevano anche un'importante attività di spionaggio. L'abile Murphy riuscì ad entrare in contatto ed ottenere la collaborazione di alcuni importanti dirigenti francesi in Nordafrica favorevoli agli Alleati, come i generali Mast, de Monsabert e Béthouart, e funzionari come Lemaigre-Dubreil e d'Astier de la Vigerie.
Mentre si sviluppava l'attività dei congiurati in Nordafrica, i dirigenti anglo-statunitensi erano alla ricerca di un'alta personalità francese che potesse assumere la direzione politica e assicurare l'adesione delle colonie alla causa alleata. Il maresciallo Petain aveva manifestato da tempo all'ammiraglio William Leahy, rappresentante a Vichy del presidente Roosevelt, la sua netta ostilità ad interventi statunitensi, mentre il generale Maxime Weygand rifiutò di assumere questa responsabilità; in Marocco c'era l'energico residente generale Charles Noguès che però, sondato da Murphy, avvertì che in caso di sbarchi alleati avrebbe opposto resistenza. La clamorosa fuga dalla prigione di Königstein del generale Henri Giraud diede la possibilità al nuovo incaricato d'affari statunitense a Vichy, Pinckney Tuck, di avvicinare il prestigioso ufficiale e di proporgli di assumere la guida del movimento in Nordafrica; il generale Giraud accettò l'incarico ma richiese espressamente di assumere il comando in capo di tutte le forze alleate dopo lo sbarco sulle coste; sembra che gli statunitensi e lo stesso Murphy diedero alcune assicurazioni in questo senso al generale per favorirne l'adesione alla causa alleata.
Il piano prevedeva tre sbarchi: uno a Casablanca, in Marocco, denominato operazione Villain; uno ad Algeri, denominato operazione Terminal e l'ultimo a Orano, in Algeria, denominato operazione Reservist; gli sbarchi dovevano essere effettuati da parte di forze miste anglo-statunitensi.

## Gli sbarchi

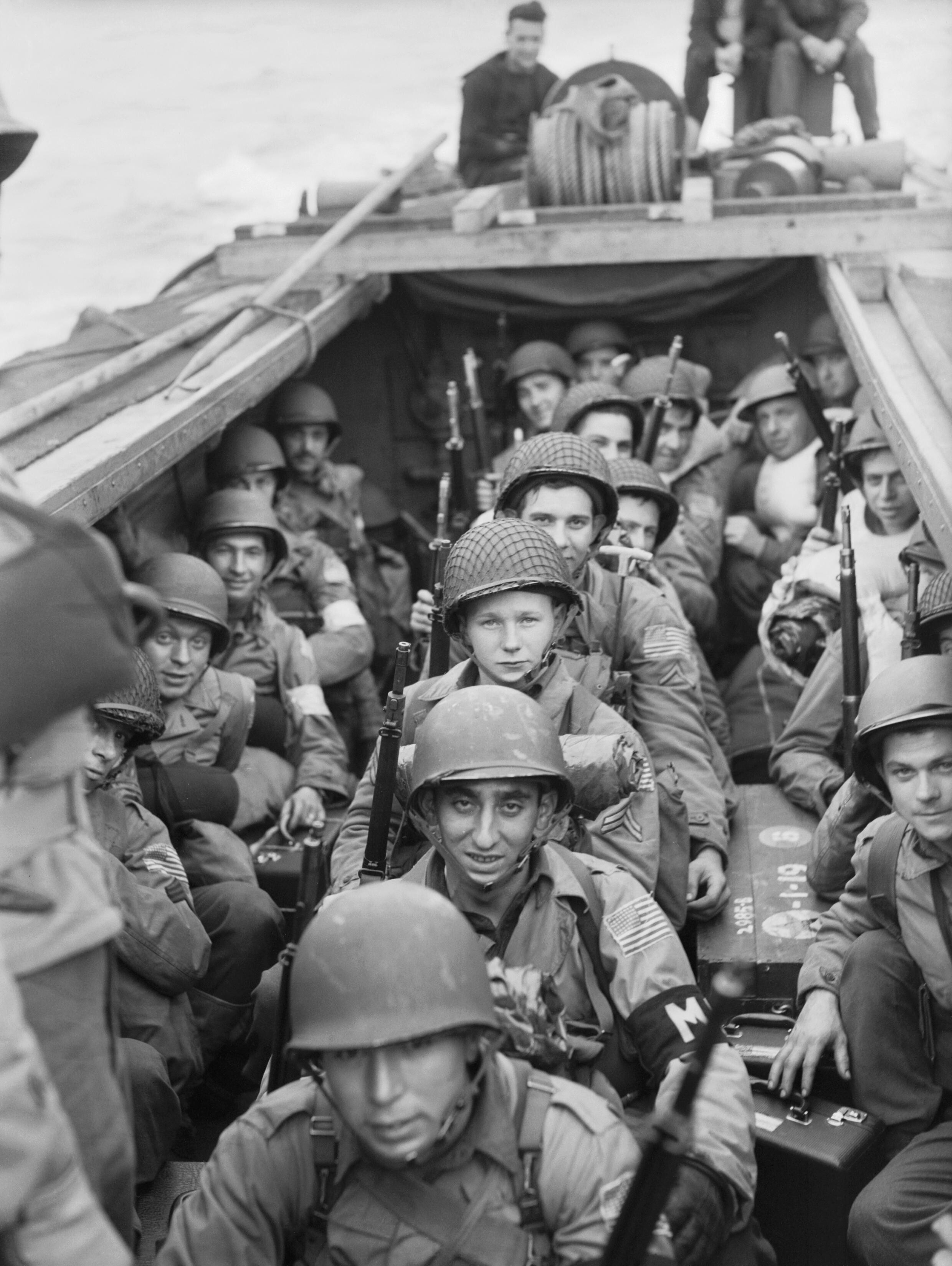
Truppe americane a bordo di un Landing Craft Assault diretto a Orano, novembre 1942

Gli  sbarchi  in Marocco furono  affidati  al generale statunitense George Patton, che divise le sue forze in tre parti: il fianco sinistro, a nord, doveva sbarcare a Port Lyautey, mentre il centro avrebbe preso terra a Fedala 18 km a nord di Casablanca, per ricongiungersi con le forze che costituivano il fianco meridionale della forza da sbarco, sbarcate frattanto a Safi, più a sud.
L'8 novembre 1942 le forze americane misero piede in Marocco, e a Port Lyautey iniziarono subito i problemi: i mezzi da sbarco furono investiti dal fuoco delle postazioni di mitragliatrici francesi sulla spiaggia, ma le truppe statunitensi riuscirono ad aver ragione di questa opposizione e a conquistare una testa di ponte. Ma non era finita qui; anche l'aviazione transalpina fece la sua parte, con continui mitragliamenti alle inermi truppe americane prive di armi contraeree (che dovevano ancora essere sbarcate).
Intanto a sud, il corpo centrale stava raggiungendo i pressi di Casablanca, a poca distanza dal fianco destro, ma anche qui sorse una grande difficoltà, la corazzata francese Jean Bart, ormeggiata nel porto di Casablanca e armata con potenti cannoni da 381 mm, aprì il fuoco sulle imbarcazioni americane, e prontamente le rispose la corazzata statunitense USS Massachusetts. Anche le forze di terra al servizio di Vichy non fecero attendere la loro reazione, che fu tuttavia piuttosto blanda ed inefficace. Una volta che la Jean Bart fu messa a tacere, le truppe americane poterono finalmente prendere terra e iniziare la loro marcia di avvicinamento a Casablanca.
A Safi, nel frattempo, le forze americane erano sbarcate, ma dovettero subire un contrattacco da parte di un distaccamento corazzato francese, forte di diversi carri Renault R35, a cui si oppose un piccolo contingente di carri leggeri M5 Stuart americani. I carri statunitensi ressero bene il colpo, ma dopo un po' cominciarono a cedere sotto la superiorità numerica francese. Ma intervenne il tiro delle unità navali ancorate presso la zona dei combattimenti, che fece a pezzi la maggior parte dei mezzi nemici e costrinse i superstiti a ritirarsi.
Ma i combattimenti più duri si ebbero ancora a Port Lyautey, dove i francesi si erano asserragliati in una kasbah portoghese, una fortezza cinquecentesca situata in posizione strategica e facilmente difendibile dai 500 uomini che ne costituivano la guarnigione. Il primo assalto americano, eseguito da reparti di fanteria, venne duramente respinto, e pertanto il comandante statunitense chiese l'invio di un obice semovente da 105 mm M7 Priest per bombardare la porta del forte e permettere alle sue truppe di entrarvi. Il semovente effettivamente arrivò, ma non poté nulla contro l'incredibile robustezza della porta che, seppur costruita nel Cinquecento per resistere ai rudimentali cannoni dell'epoca, riusciva a non cedere neanche sotto i colpi di un moderno obice del 1942. Ancora una volta la situazione fu risolta grazie ad un bombardiere, che sganciò il suo carico sulle mura, sbrecciandole e consentendo il passaggio alle truppe americane, che poterono così conquistare il forte e l'importantissimo campo d'aviazione situato a 3 km di distanza.
D'altra parte, a Orano, e a Casablanca, il generale residente Noguès, e il vice ammiraglio Michelier, fedele a Vichy, opposero una resistenza eroica e inutile che provocò 1346 morti francesi e 2000 feriti da un lato e 479 morti americani e 720 feriti.
Superate le opposizioni, Patton fece convergere le proprie forze su Casablanca, conquistata l'11 novembre, successo condiviso con quello degli altri due sbarchi.

## La campagna successiva
Consolidata la testa di ponte, le forze alleate si diressero ad est, ma a questo punto il feldmaresciallo Rommel, comandante delle truppe dell'Asse in Nordafrica, doveva reagire per non vedersi tagliate le linee di rifornimento; pertanto, mentre Hitler faceva occupare la Tunisia con nuove truppe inviate dal continente e poste al comando del generale Hans-Jürgen von Arnim, il feldmaresciallo si ritirò nel ridotto del Mareth, facilmente difendibile anche con poche truppe, peraltro in maggioranza veterani dell'Afrika Korps e delle divisioni italiane superstiti dalla battaglia di El Alamein.
Lì l'avanzata alleata venne contrastata efficacemente, anche con alcune vittorie contro le forze americane avanzanti, la cui inesperienza venne duramente messa in risalto nelle battaglie di Sidi Bou Zid e di Kasserine, ma infine la pressione alleata non poté essere più contrastata, e la sacca si restrinse sempre di più.
Rommel fu richiamato infine in Germania da Hitler in persona, e sostituito al comando dal generale Hans-Jürgen von Arnim, fino alla resa finale del 13 maggio 1943.